# Liste der Universitäten in São Tomé und Príncipe
Die Liste der Universitäten in São Tomé und Príncipe umfasst alle Hochschulen in dem afrikanischen Inselstaat São Tomé und Príncipe.
- Instituto Superior Politécnico (ISP) (polytechnische Fachhochschule, seit 2014 Wissenschaftliche Fakultät der Universidade Pública de São Tomé e Príncipe)
- Instituto Universitário de Contabilidade, Administração e Informática (IUCAI) (Hochschule für Rechnungswesen, Verwaltung und Informationstechnik)
- Universidade Lusíada (2006 als erste private Universität des Landes eröffnet; gehört zur portugiesischen Universität Lusíada)
- Universidade Pública de São Tomé e Príncipe (2014 eröffnet; erste staatliche Universität des Landes)[1][2]